# 阿胡良河

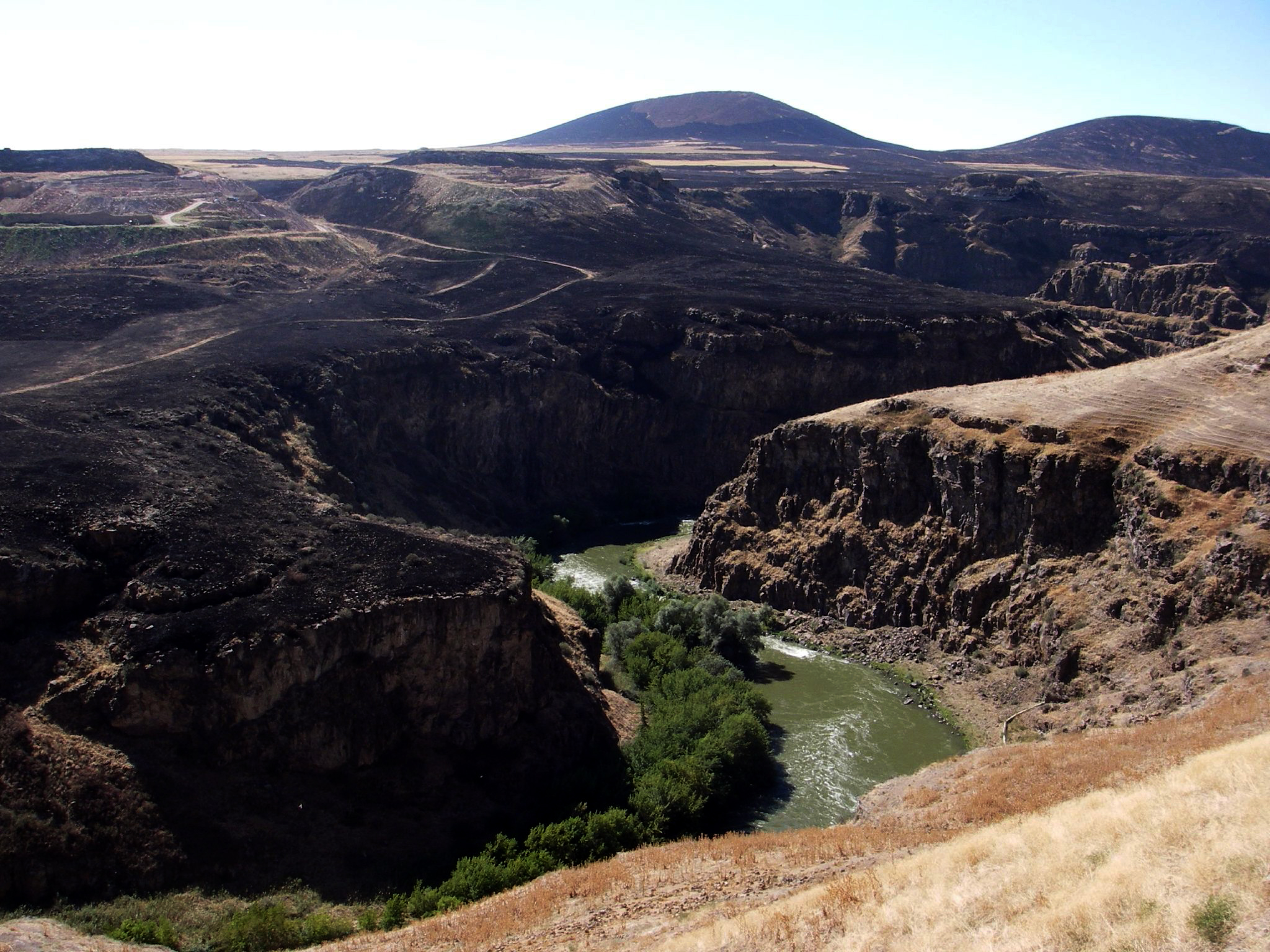

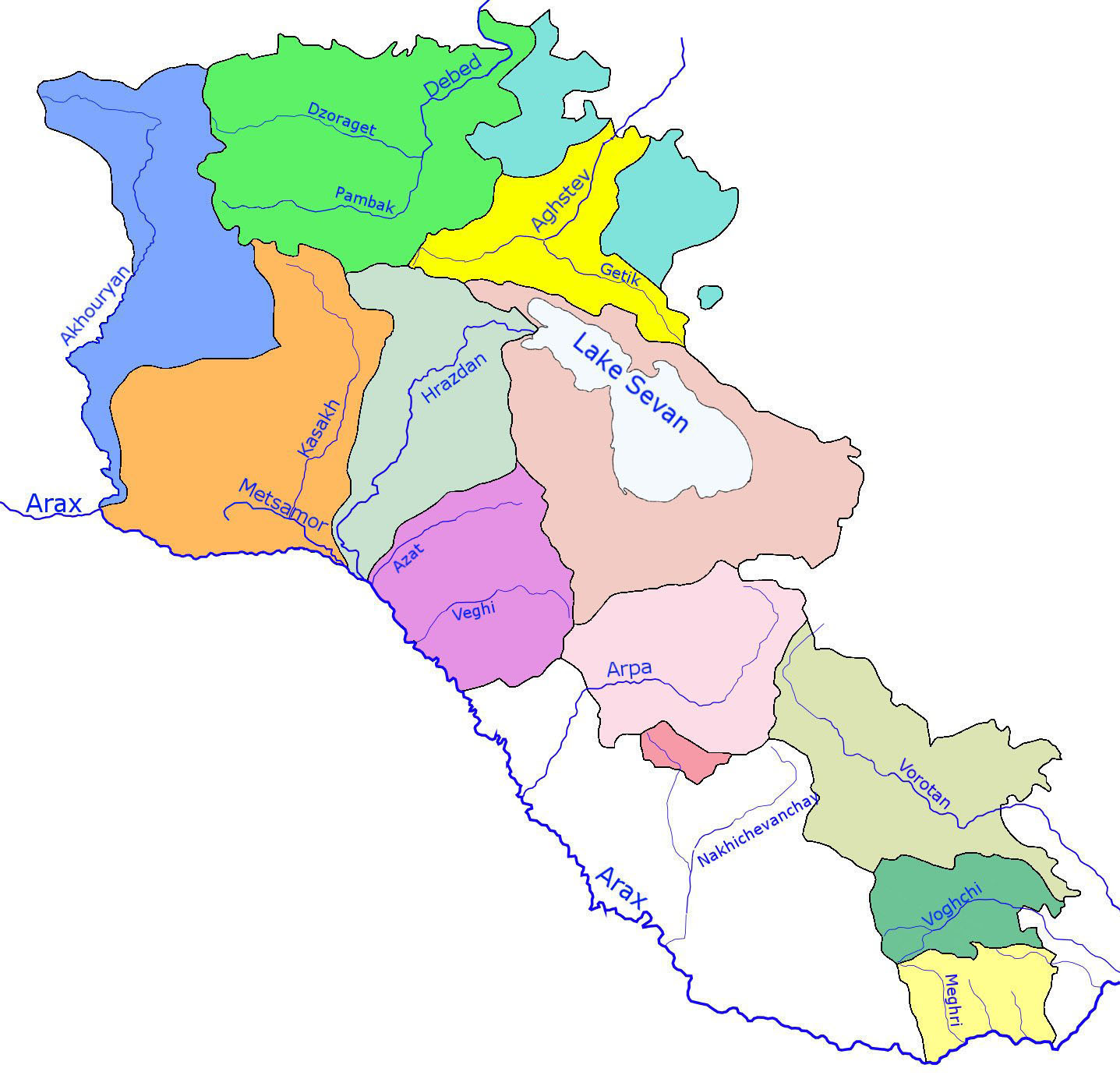

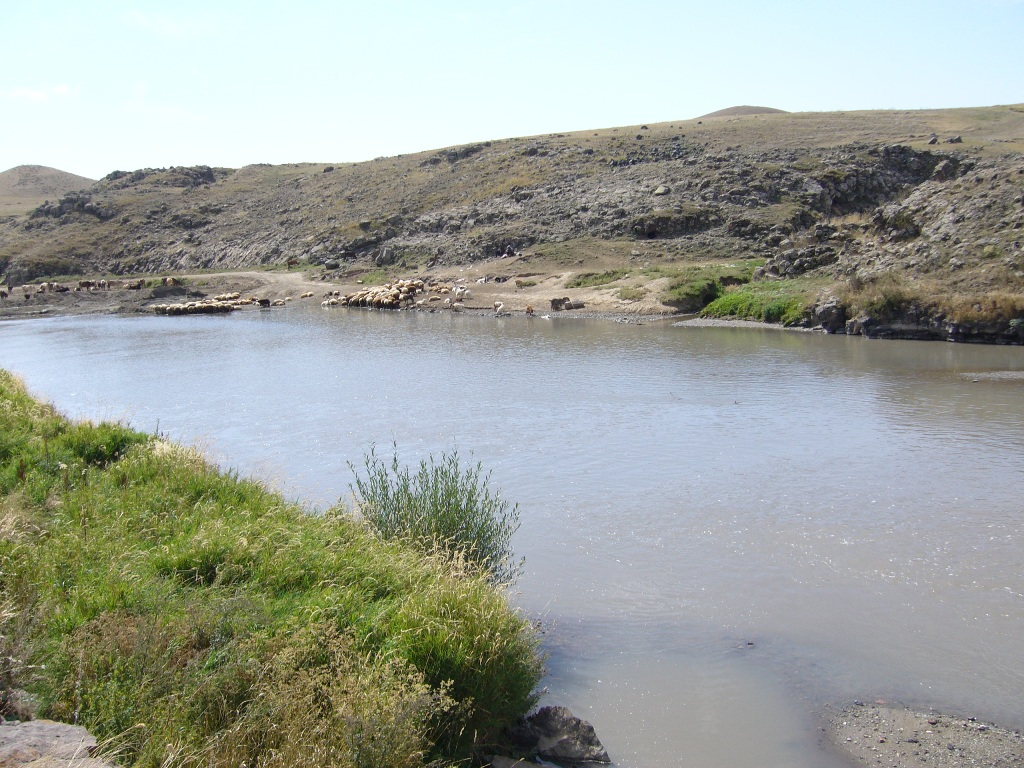

阿胡良河（羅馬化：Akhuryan），是西亞的河流，河道全長186公里，流域面積約9,500平方公里，發源自阿爾皮湖，流經亞美尼亞和土耳其，最終注入阿拉斯河，平均流量每秒7.35立方米。